# Caravaggio (película de 1986)
Caravaggio es una película biográfica dirigida por Derek Jarman sobre el pintor italiano Michelangelo Merisi da Caravaggio. El drama se filmó en 1986 en almacenes abandonados a lo largo del río Támesis en Londres con un presupuesto de 715 000 dólares del British Film Institute. La preparación y realización de la película le tomó a Jarman siete años, pero también le atrajo la atención internacional por primera vez, especialmente en los EE. UU., donde luego fue catalogado como uno de los cineastas más innovadores e importantes.
Así como el propio Caravaggio ocasionalmente retrató figuras bíblicas con ropa del siglo XVI, Jarman emplea detalles del siglo XX en su película histórica, entre otras cosas: un bar iluminado con luz eléctrica, máquinas de escribir mecánicas, ruidos de ferrocarril, una moto, cigarrillos, un camión y una calculadora electrónica de bolsillo. Estrictamente en la tradición de Caravaggio, Jarman dedicó el mayor cuidado a la luz, que una y otra vez condensa los arreglos artificiales y les da vida. En cierto modo, el Caravaggio de Jarman trata tanto del artista Derek Jarman como del pintor del siglo XVII, ya que ambos ejercieron una gran influencia y ocasionaron revuelo con su obra artística. Muchos contemporáneos se sintieron ofendidos por la controvertida temática de sus obras, así como por la constante transgresión de las normas morales en el momento de su creación.
La trama es una construcción sofisticada de eventos confirmados por fuentes fidedignas, detalles biográficos, conjeturas, leyendas y pura ficción. Jarman combina estos elementos en una historia plausible y atmosféricamente densa que no pretende ser una verdad histórica.

## Trama
El empobrecido pintor Caravaggio (Nigel Terry) yace en su lecho de muerte en Porto Ercole en 1610. Sus pensamientos se remontan a su corta vida de pasión, su infancia en las calles, el patrocinio del cardenal Francesco Maria Del Monte, y su relación con Ranuccio (Sean Bean), quien posó para muchos de sus retratos de mártires. Se utilizan varios flashbacks que ilustran diferentes episodios de la vida del pintor.
Después de formarse como pintor, Michelangelo Merisi, nacido en 1571 en Caravaggio, provincia de Bérgamo, se trasladó a Roma. Toma su nombre artístico Caravaggio por el lugar de origen de sus padres. Sin éxito y enfermo, está en un hospital. Allí el cardenal Del Monte (Michael Gough) descubre el talento del artista que se había retratado a sí mismo como Baco. Del Monte se hace cargo del joven pintor, quien pronto recibe importantes encargos públicos. Su actitud y las representaciones inusualmente realistas lo convierten sin embargo en el objetivo de numerosos ataques, de los cuales es protegido por el rico banquero Giustiniani (Nigel Davenport).

Muerte de la Virgen - Caravaggio (1606). Museo del Louvre - París.

Caravaggio elige a gente de la calle, borrachos, pobres, ladrones y prostitutas como modelos para sus intensas obras predominantemente religiosas. El pintor conoce al jugador Ranuccio y a su amante, la prostituta Lena (Tilda Swinton) en una posada. Comienzan un ménage à trois fatal y emplea a ambos como modelos. Lena conoce y se involucra con el influyente cardenal Scipione Borghese (Robbie Coltrane), cuando está siendo retratada por Caravaggio como María Magdalena. Esto pone en marcha una espiral de violencia. Cuando Lena queda embarazada, no está claro quién es realmente el padre. Deja a sus dos amantes yéndose con Borghese, argumentando que Ranuccio y Caravaggio se tienen el uno al otro. Cuando más tarde la encuentran muerta, ahogada en el Tíber, Ranuccio es arrestado y acusado de asesinato, aunque insiste en que es inocente. Caravaggio cree en su inocencia y difunde rumores de que Borghese, el sobrino del Papa, cometió el asesinato. Consigue una audiencia con el pontífice y le entrega una petición. Es insultado por él con respecto a su homosexualidad y su forma de vida y por el intolerable asunto Ranuccio Tomassoni. Le comunican, sin embargo, que si su retrato del Papa ganara reconocimiento, Ranuccio sería liberado.
Caravaggio pinta obsesivamente a la muerta Lena, quien yace en su estudio y completa la pintura titulándola La muerte de la Virgen. Tan pronto como Ranuccio, que ha sido dejado libre, entra en la habitación, comenta que le hace gracia que "los hayan jodido como es debido". Cuando Caravaggio, confundido, le pregunta a qué se refiere, Ranuccio le pregunta si está ciego, claro que él fue quien mató a Lena; lo hizo por amor a Caravaggio, a los dos. Iracundo, Caravaggio le corta la garganta.
Comienza una huida de cuatro años para el artista, siempre acompañado por el fiel criado Jerusaleme, a quien compró de niño para que actuara como su ayudante y quien permaneció con él hasta la muerte de Caravaggio.

## Elenco
| - Noam Almaz - Caravaggio de niño - Dawn Archibald - Pipo - Sean Bean - Ranuccio - Jack Birkett - El Papa - Sadie Corre - Princesa Colonna - Una Brandon-Jones - Mujer llorando - Imogen Claire - Mujer con joyas - Robbie Coltrane - Scipione Borghese - Garry Cooper - Davide - Lol Coxhill - Sacerdote viejo - Nigel Davenport - Giustiniani - Vernon Dobtcheff - Amante del arte - Terry Downes - Guardaespaldas | - Dexter Fletcher - Caravaggio de joven - Michael Gough - Cardenal Del Monte - Jonathan Hyde - Giovanni Baglione - Spencer Leigh - Jerusaleme - Emile Nicolaou - Jerusaleme de joven - Gene October - Modelo pelando una fruta - Cindy Oswin - Señora Elizabeth - John Rogan - Oficial del Vaticano - Zohra Sehgal - Abuela de Jerusaleme - Tilda Swinton - Lena - Lucien Taylor - Muchacho con guitarra - Nigel Terry - Caravaggio - Simon Fisher Turner - Fra Filippo |

## Producción
La idea original para la película provino de Nicholas Ward Jackson, quien también la produjo.
El diseñador de producción fue Christopher Hobbs, quien también fue responsable de las copias de las pinturas de Caravaggio que se ven en la película.
Jarman comentó sobre la película: «Ninguno de mis proyectos cinematográficos ha causado nunca tantos problemas como esta vida de Caravaggio. [...] La lucha fue que quería hacer una película sobre un pintor serio en una cultura cinematográfica que no tenía los medios para tratar adecuadamente este tema. (... ) Normalmente, lo primero que importa es una vida vivida con gran éxito, y se anuncia que uno puede ver al genio en acción. Dejé eso e hice una película bastante simple que trata sobre un asesinato y un triángulo amoroso».

## Premios
El director y guionista Derek Jarman ganó el Premio C.I.D.A.L.C. y el Oso de Plata en la Berlinale de 1986, así como el Premio Especial del Jurado en el Festival Internacional de Cine de Estambul de 1987.

## Recepción
Paul Attanasio, crítico cinematográfico del Washington Post escribió que Caravaggio "es menos una película que un acto de vandalismo, narra la vida del influyente pintor del Renacimiento tardío a través de la lente de una obsesión sexual imaginaria y una variedad de efectos modernistas [,,,] Su torpeza hace ver a "Caravaggio" menos como un tributo que como un intento de asesinato extraño y extrañamente irritante." 
Rouven Linnarz, de Filmrezensionen.de, opina que Caravaggio "es una mezcla de drama y retrato de artista, con el director Derek Jarman siguiendo su propio camino. Con un enfoque muy centrado y gracias a sus grandes actores, es una película fascinante sobre un artista que vivió intensamente y lleno de pasión, pero que siempre estuvo a punto de consumirse." Linnarz destacó también el trabajo del director de fotografía Gabriel Beristan, resaltando que  "Caravaggio es, pues, diferente del drama de época que cabría esperar de tal premisa, pero también mucho más intenso, como los colores de los cuadros del célebre pintor." 

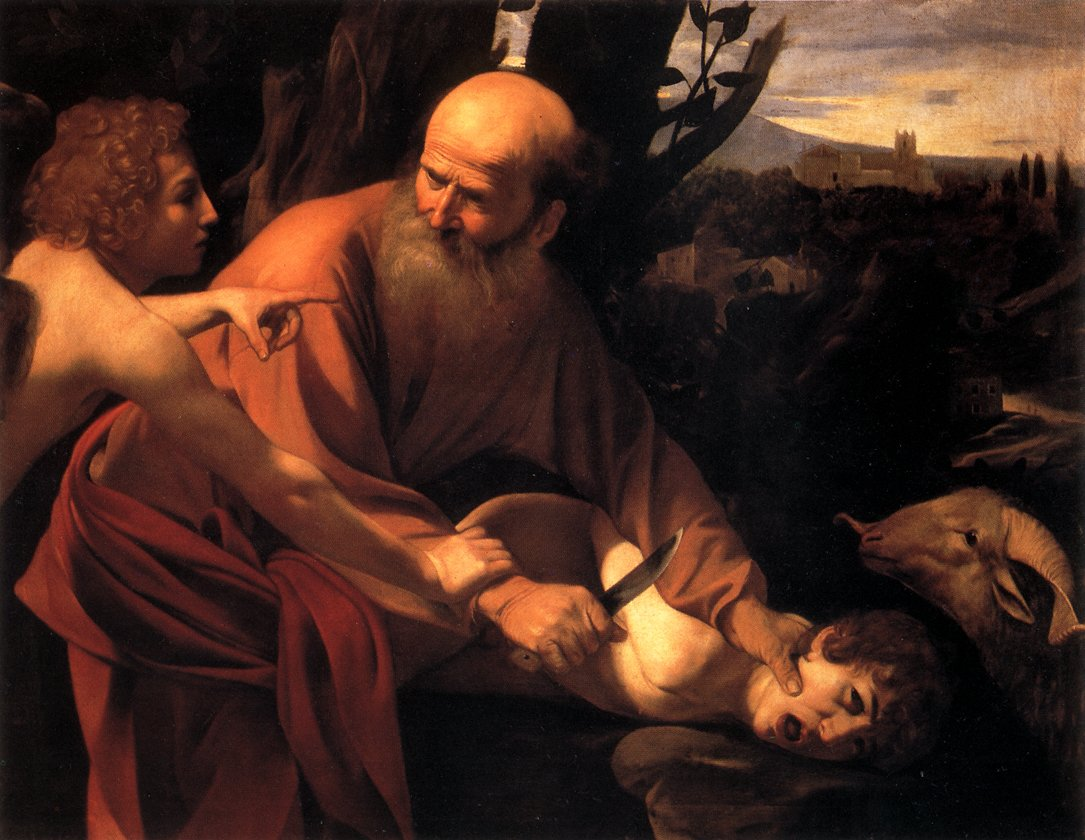
El sacrificio de Isaac de Caravaggio, óleo sobre lienzo, Galería Uffizi, Florencia, Italia

Luis Fernando Galván  señala que "Jarman contextualiza a un artista histórico para mostrar los prejuicios que obligan a la comunidad homosexual a vivir en la oscuridad en espacios claustrofóbicos para ocultar sus preferencias y sentimientos [...] El director se centra en “La Pasión” de Caravaggio, que desde su lecho de muerte y delirando de fiebre recuerda su vida, sus amores y sus obsesiones, que hacen eco con las preocupaciones personales del director británico: las interconexiones entre la sexualidad, la política, el comercio y el arte. Todas ellas constituyen una primera, quizá sin precedentes, reflexión hecha por un artista gay sobre las posibilidades y limitaciones que enfrentaba su generación." 
Christina Scherer y Guntram Vogt destacan un motivo recurrente en la trama: "el cuchillo con el lema grabado: 'Nec spe nec metu' - No esperes - no temas, que el joven pintor adquirió como pago. Jerusaleme juega con este cuchillo en la secuencia inicial, Caravaggio pelea con este cuchillo en los bares, con este cuchillo mata a Ranuccio. Al final de su vida coloca este cuchillo contra la cruz cristiana en un jadeo desesperado. El cuchillo es el símbolo de la rigidez, el coraje, el amor apasionado y obsesivo, pero también la dureza y la violencia de la muerte." 
Wolfgang Limmer, un crítico cinematográfico de Der Spiegel, no considera que la película sea lograda: "De vez en cuando se puede escuchar el silbido de una locomotora a vapor a lo lejos. En un bar alguien hizo un sombrero de papel con la »Unita«. Un clérigo saca una calculadora de oro, un enemigo del pintor escribe una diatriba en una vieja máquina de escribir como Marat mientras está sentado en la bañera, y finalmente Caravaggio juguetea con una motocicleta oxidada. Jarman debe haber pensado en algo [con ello], probablemente algo universal. Yo no sentí nada." 

## Marco histórico y legado
En el mismo año del estreno de Caravaggio, Jarman se enteró de su infección con VIH. Reaccionó al artículo 28  del gobierno de Margaret Thatcher en 1988 (prohibición de la promoción de la homosexualidad en contextos públicos) con un mayor tratamiento del tema en sus películas.
Si bien Jarman continuó trabajando al margen de la industria cinematográfica británica hasta su muerte a los 52 años en 1994, esta producción de bajo presupuesto lanzó las carreras cinematográficas de Swinton, Bean, la diseñadora de vestuario Sandy Powell y el director de fotografía Gabriel Beristain, quienes se convirtieron en habituales de Hollywood.